# Taufbecken (Le Mesnil-en-Thelle)

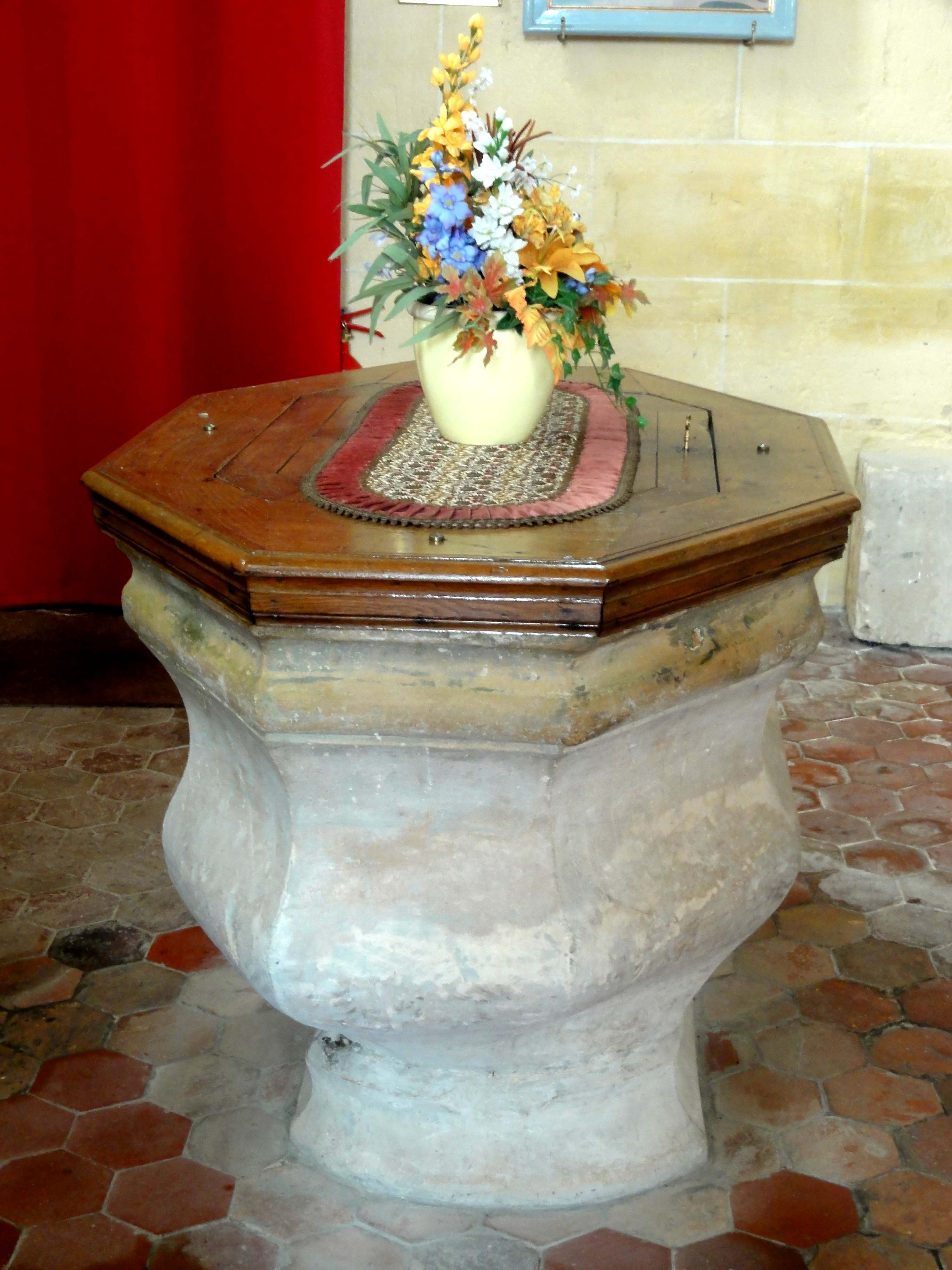
Taufbecken in Le Mesnil-en-Thelle

Das Taufbecken in der katholischen Pfarrkirche St-Michel in Le Mesnil-en-Thelle, einer französischen Gemeinde im Département Oise in der Region Hauts-de-France, wurde im 16. Jahrhundert geschaffen. Im Jahr 1912 wurde das Taufbecken als Monument historique in die Liste der geschützten Objekte (Base Palissy) in Frankreich aufgenommen.
Das 85 cm hohe Taufbecken aus Stein steht auf einem Sockel, beide wurden jeweils aus einem Steinblock geschaffen. Das godronierte Becken ist am oberen Rand mit einem Wulst versehen, der in marmorierter Form angemalt wurde. 
Der Holzdeckel stammt aus späterer Zeit.